# صائد العبيد (مسلسل)
صائد العبيد (بالكورية: 추노) عرضت النسخة المدبلجة للعربي باسم قلوب لا تعرف الخوف، هو مسلسل كوري جنوبي دراما تاريخية، من إخراج جيونغ هوان كواك وبطولة جانغ هيوك وأو جاي هو وإي دا هاي، تدور أحداثه في مملكة جوسون حول صائد العبيد النبيل السابق لي داي جيل، الذي يقع في حب العبدة أون نيون ويكرس حياته للبحث عنها.

## الأدوار والشخصيات
- جانغ هيوك في دور لي داي جيل
- أوه جاي هو في دور تاي ها
- لي داى دور يون نيون
- غونغ هيونغ جين في دور إوب بوك
- لي جونج هيوك بدور هوانج تشول وونج
- هان جونغ سو في دور جانجون تشوي
- كيم جي سيوك في دور وانغ سون
- سونغ دونغ ايل في دور تشون جي هو
- كيم اونغ سو في دور لي جيونج سيك
- كيم ها اون دور سول هوا[2]
- جو جون هي

## العرض
عرض أول مرة على التلفزيون الكوري KBS وفيما بعد عرضته قناة الكابل اليابانية سونيتة،
تم عرضه أيضا في بولندا على تيلي 5، وعرض في تايلند على القناة الثالثة
وفي الوطن العربي تم بثه مدبلجا للعربية باسم قلوب لا تعرف الخوف على قناة MBC Action

## روابط خارجية
- صائد العبيد على موقع IMDb (الإنجليزية)
- صائد العبيد على موقع كينوبويسك (الروسية)
- صائد العبيد على موقع قاعدة بيانات الفيلم (الإنجليزية)